# ديه أبوت
ديه أبوت (بالإنجليزية: Des Abbott) هو لاعب هوكي الحقل أسترالي، ولد في 10 يناير 1986 في داروين في أستراليا.

## وصلات خارجية
- ديه أبوت على موقع الاتحاد الدولي للهوكي (الإنجليزية)
- ديه أبوت على موقع اللجنة الأولمبية الدولية (الإنجليزية)
- ديه أبوت على موقع أوليمبيديا (الإنجليزية)
- ديه أبوت على موقع اللجنة الأولمبية الأسترالية (الإنجليزية)
- ديه أبوت على موقع اتحاد ألعاب الكومنولث (مؤرشف) (الإنجليزية)